# بندر ريق
بندر ريق (بالفارسية بندر ريگ) أو ريق عاصمة قضاء ريق بمقاطعة غناوه محافظة بوشهر الإيرانية. ويبعد حوالي 60 كيلومترا إلى الشمال الغربي من بوشهر ومسافة 685 كيلومترا جنوب طهران. ويوجد وتعداد سكانها في إحصاء 2006 هو 5,257 موزعين على 1,167 عائلة.

## التاريخ
ذكرت بندر ريق في مذكرات الرحالة البرتغالي بيدرو تكسيرا سنة 1601 فقال أن اسم هذا الميناء هو (ريق أو ريخ سيف الدين) أي رمال سيف الدين، ووصف سكانها بأنهم عرب ويحملون جميعهم جوازات سفر برتغالية، ويقع بينها وبين بندر بوشهر نهر صغير يصب في البحر. وذكر لوريمر في كتابه دليل الخليج انها خليط من اجناس ولكن الغالبية من العرب واللور، ويتحدث الناس فيها الفارسية بلهجة معدلة من اللور، ويعمل الناس فيها بالزراعة وبناء القوارب والملاحة والتجارة وهم شيعة.